# Avraham Stern
Pour les articles homonymes, voir Stern.
 (mai 2009).
Si vous disposez d'ouvrages ou d'articles de référence ou si vous connaissez des sites web de qualité traitant du thème abordé ici, merci de compléter l'article en donnant les références utiles à sa vérifiabilité et en les liant à la section « Notes et références ».
Avraham Stern (en hébreu אברהם שטרן, Avraham Shtern), alias Yair (יאיר) est un écrivain et poète juif polonais né le 23 décembre 1907 et un militant sioniste en Palestine mandataire. 
Il est le fondateur du Lehi, aussi appelé bande Stern ou groupe Stern (Stern Gang en anglais). Responsable de plusieurs attentats contre les Britanniques, il est arrêté et abattu le 12 février 1942. 

## Jeunesse et étude
Né en Pologne en 1907, il immigre en Palestine en 1924 et devient actif au sein de la Haganah. Il intègre l'Université Hébraïque de Jérusalem et y étudie les lettres classiques. Stern est un étudiant brillant que ses professeurs et le Doyen qualifieront d'« âme unique » qu'ils étaient honorés de former. On lui offrira même une bourse afin d'étudier en Italie, fait exceptionnel dans une faculté aux fonds très limités à l'époque. Stern accepta mais fut rappelé en Palestine par le chef de l'Irgoun, David Raziel.

## L'engagement politique
Il est proche au début des années 1930 de la faction « Brit Ha'birionim » au sein du parti révisionniste, qui regroupe la droite nationaliste sous l'autorité de Vladimir Jabotinsky. Cette faction est la plus à droite du parti, proche du fascisme italien.
Il s'oppose dans les années 1930 à la politique de la « retenue » ("Havlaga") de la Haganah, qui refuse les représailles contre les civils arabes. De cette opposition naîtra l'Irgoun entre 1931 (création de la Haganah Beth puis Haganah nationale, future Irgoun) et 1937 (alignement de l'Irgoun sur la droite révisionniste), à laquelle il adhère, et dont il devient membre actif. À compter de 1937, l'Irgoun se spécialise dans les attentats contre les civils arabes (environ 250 morts entre 1937 et 1939).

## Le Groupe Stern
Après la déclaration de la Seconde Guerre mondiale en septembre 1939, l'Irgoun, convient d'un cessez-le-feu avec les Britanniques au nom de la lutte contre les nazis. Stern refuse ce cessez-le-feu et quitte alors les rangs de l'Irgoun. Avec ses partisans, il crée le Lehi (Lohamei Herut LeIsrael, Combattants pour la liberté d'Israël), connu aussi sous le nom de « Groupe Stern ». 
Le Lehi cesse[réf. nécessaire] les attentats anti-arabes, et engage la lutte armée contre les Britanniques. Totalement rejeté par le reste du Yishouv, très isolé, le Lehi tente un rapprochement avec l'Allemagne nazie, au nom de la différence entre l'ennemi (les Anglais qui veulent créer un état à majorité arabe en Palestine) et le persécuteur (l'Allemagne, qui voudrait chasser les Juifs d'Europe - Stern ne croit pas à un génocide). Dans l'optique de Stern, le persécuteur peut aider au regroupement des juifs en terre sainte, quand l'ennemi s'y oppose. Dans cette perspective, fin 1940, Naftali Lubinczik rencontre à Beyrouth Werner Otto von Hentig, diplomate allemand, afin d'établir une coopération dans les domaines militaires, politiques et du renseignement avec l'Allemagne nazie. Mais ce rapprochement n'aura pas de suite, Berlin ne se montrant pas intéressé,,.
Après plusieurs attentats meurtriers anti-anglais, la police et les services spéciaux britanniques offrent un prix de 1 000 livres pour la capture de Stern. Le 12 février 1942, les Britanniques découvrent sa cachette dans les quartiers sud de Tel Aviv. Geoffrey J. Morton (en), un officier britannique, le tue d'une balle après sa capture.

## Pérennité

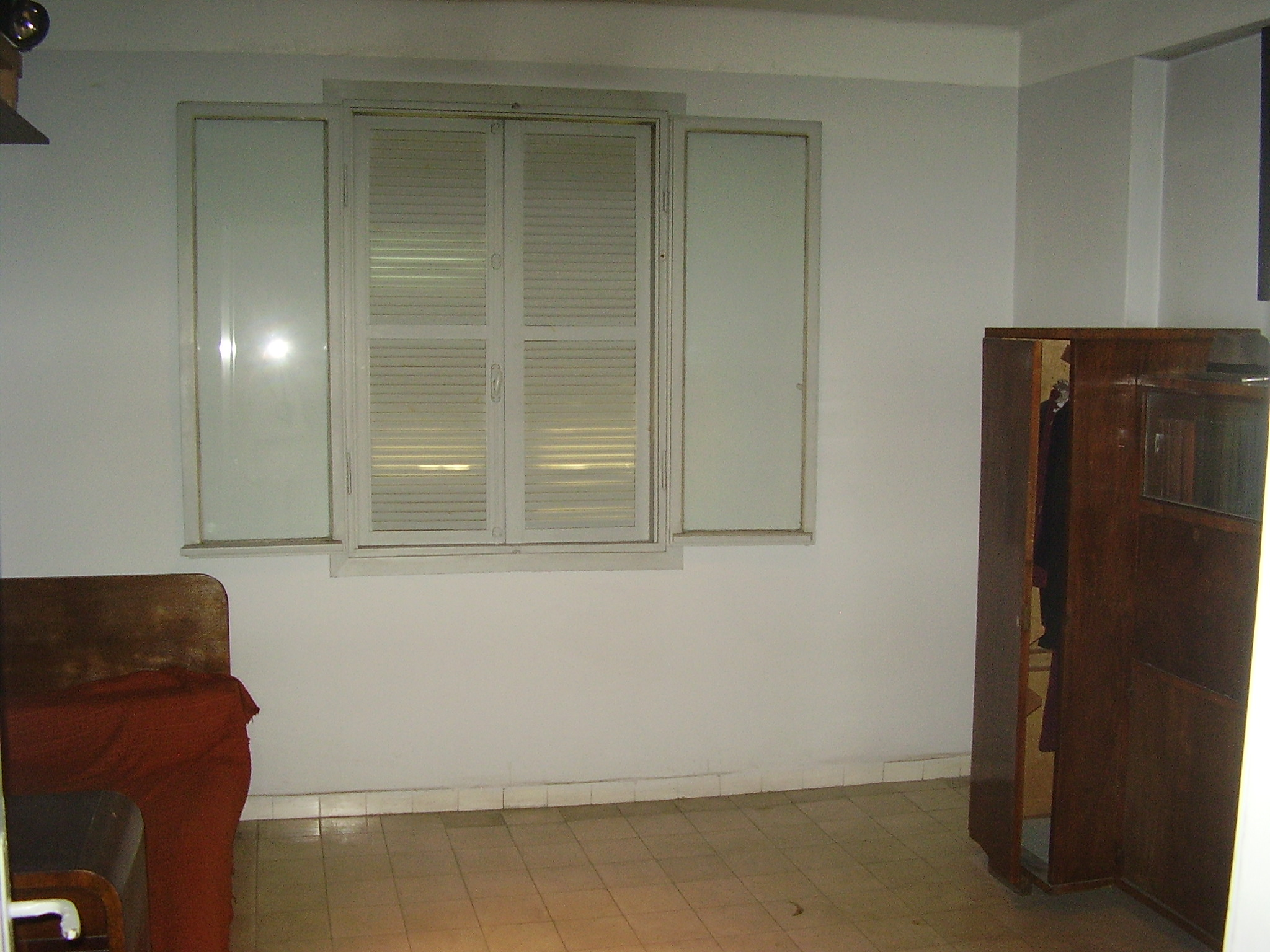
Musée Lehi à Tel Aviv. La pièce où Abraham Stern, commandant du Lehi, est tué par un policier britannique le 12 février 1942. Une tache de sang est visible sur le sol. Un impact de balle peut être vu sur le côté droit du cadre de la fenêtre. Il s'était caché dans l'armoire (à droite).

Son chef mort, ses cadres en prison, le Lehi entre en sommeil jusqu'en 1943, date à laquelle il est réorganisé et reprend ses actions armées contre les Britanniques.
Le nouveau Lehi s'organisa autour du triangle : Nathan Yalin Mor, Yitzhak Shamir et Israël Eldad.
Bien que son souvenir soit toujours très controversé en Israël, un timbre sera édité en 1978 (pour le trentième anniversaire de l'indépendance) à la mémoire d'Avraham Stern, sous le gouvernement de Menahem Begin.
Ses descendants sont Ya'ir Stern, directeur de l'Orchestre Symphonique de Jérusalem et Amira Stern, archiviste à l'Institut Jabotinsky.